# Anton Perwein
Anton Perwein (Vienna, 10 novembre 1911 – 14 dicembre 1981) è stato un pallamanista austriaco.

## Palmarès

### Olimpiadi
- Argento a Berlino 1936 nella pallamano.